# Château de Quincize
Le château de Quincize est situé à Blismes (France).

## Localisation
Le château est situé sur la commune de Blismes, située dans le département de la Nièvre en région Bourgogne-Franche-Comté. 

## Description
Le château de Quincize est un corps de logis de deux niveaux avec des combles aménagés, flanqué de deux tours rondes et d'un pavillon ; l'ensemble couvert en tuile plate. L'entrée se fait par une grande allée, ce qui donne au château son aspect classique. Le vaste domaine comprend de nombreuses dépendances et communs, de beaux jardins, une orangerie, cours d'honneur[réf. souhaitée].

## Histoire
Le château fait l'objet d'une inscription (château et communs ; façades et toitures de l'orangerie) par arrêté du 21 février 1994 et d'un classement (parties suivantes du jardin : partie ordonnancée avec les parterres et la cour d'honneur ; murs de soutènement de l'ensemble ; jardin potager en terrasse et ses murs ; parc et murs de clôture ; bassin, prairie, étang d'alimentation du bassin et ancien verger ; portail et allée) par arrêté du 12 octobre 1995 au titre des monuments historiques.